# Johann Deisenhofer
Johann Deisenhofer (* 30. září 1943) je německo-americký chemik, nositel Nobelovy ceny za chemii za rok 1988. Obdržel ji společně s R. Huberem a H. Michelem za stanovení trojrozměrné struktury reakčního centra bakteriální fotosyntézy. Doktorát získal na TU Mnichov. V Německu pracoval do roku 1988, kdy odešel do USA, aby pracoval ve výzkumném ústavu Howard Hughes Medical Institute při Texaské univerzitě.